# Mallerenga de Carolina
La mallerenga de Carolina (Poecile carolinensis) és una espècie d'ocell passeriforme que pertany a la família Pàrids.

## Taxonomia
Anteriorment es s'incloïa en el gènere Parus junt amb la majoria de les altres mallerengues, però dades actuals i la morfologia de la seqüència del citocrom b de l'ADNmt suggereixen que la separació de Poecile expressa de manera més adequada les relacions d'aquests ocells. L'American Ornithological Society tracta Poecile com un gènere diferent des de 1998. Tot i que el més probable és que aquesta mallerenga i la mallerenga capnegra americana van divergir fa uns 2,5 milions d'anys, els ocells encara s'hibriditzen a les zones on les àrees de distribució se superposen. La descendència de parelles aparellades de mallerengues híbrides pateixen un èxit d'eclosió més baix i una ràtio esbiaixada del sexe masculí, d'acord amb la regla d'Haldane.
Es reconeixen quatre subespècies:
- P. c. agilis (Sennett, 1888) - sud dels USA (sud-oest d'Arkansas a l'oest de Louisiana i est de Texas).
- P. c. atricapilloides (Lunk, 1952) - centre-sud dels USA (Kansas a Oklahoma i Texas).
- P. c. carolinensis (Audubon, 1834) - sud-est dels USA (est d'Arkansas al sud de Virginia, Mississippi i Florida).
- P. c. extimus (Todd & Sutton, 1936) - est dels USA (est de Missouri al nord de Nova Jersey, Kentucky i Virginia).

## Descripció
Els adults fan 11,5-13 cm de llarg amb un pes de 9-12 g i tenen un casquet i un pitet negres amb els costats blancs a la cara. Les parts inferiors són blanques amb marró rovellat als flancs i l'esquena és de color gris. Tenen un bec curt i fosc, ales curtes i una cua mitjanament llarga. La mallerenga capnegra americana i la mallerenga de Carolina són molt semblats, però aquesta última es distingeix per tenir l'ala una mica més marró amb les cobertores majors marrons (no tenen serrells blanquinosos) i el serrell blanc el tenen a les plomes secundàries i és una mica menys visible, la cua també és una mica més curta i més quadrada.
Els ous fan uns 1,5 cm de llarg i 1,1 cm d'ample. Són blancs amb àrees de color marró vermellós que van des de punts fins a petites taques.

## Vocalització
Les crides i el cant entre la mallerenga de Carolina i la mallerenga capnegra americana difereixen subtilment per a una oïda experimentada: la crida de la mallerenga de Carolina és més ràpid i agut que la de la capnegra americana, i el cant es compon de quatre notes: "fee-bee-fee-bay" mentre que la capnegra americana omet les notes agudes. La identificació és molt difícil fins i tot amb una vista excel·lent.
La crida més famosa és "chick-a-dee-dee-dee" que, a Amèrica del Nord, van donar nom a aquesta grup d'ocells (Chickadee) i el seu cant és "fee-bee-fee-bay".

## Distribució i hàbitat
L'hàbitat de reproducció són boscos mixts o caducifolis als Estats Units des de l'oest de Nova Jersey fins al sud de Kansas i al sud fins a Florida i Texas; hi ha un buit a la serralada a gran altitud a les muntanyes dels Apalatxes on són substituïts pel seu parent, d'altra banda, més septentrional, la mallerenga capnegra americana.
Són residents permanents, no solen moure's cap al sud fins i tot amb un clima hivernal rigorós.

## Dieta
Aquests ocells salten per les branques dels arbres a la recerca d'insectes, de vegades penjats cap per avall o flotant; poden fer vols curts per atrapar insectes a l'aire. Els insectes són la gran part de la seva dieta, sobretot a l'estiu; les llavors i les baies esdevenen importants a l'hivern. De vegades piquen llavors en un arbre o arbust per obrir-les; també emmagatzemen llavors per a un ús posterior. La mallerenga de Carolina solen utilitzar les menjadores per a ocells.

## Comportament i cria
Durant la migració de tardor i l'hivern, sovint s'agrupen en bandades de 8 a 10 ocells. Cadascun dels ocells de la bandada té un rang; mentre que els ocells d'alta classificació romandran al territori de la bandada per a la reproducció, els ocells de rang inferior hauran de trobar un nou territori de reproducció. Moltes altres espècies d'ocells, com ara altres gèneres de mallerengues, pica-soques i bosqueroles, sovint es troben buscant menjar en aquestes bandades. De vegades es poden arribar a barrejar diferents bandades. Aquestes bandades mixtes es mantenen juntes perquè les mallerengues criden sempre que troben una bona font d'aliment. Aquesta crida crea cohesió per al grup, permetent que els altres ocells trobin menjar de manera més eficient.
La mallerenga de Carolina defensa activament espais individuals de 0,6 a 1,5 m de distància; si un altre ocell envaeix aquests espais, l'ocell dominant pot fer crits guturals. En les menjadores, aquests ocells solen agafar una llavor i volar a una branca aïllada d'altres ocells per menjar-se-la.

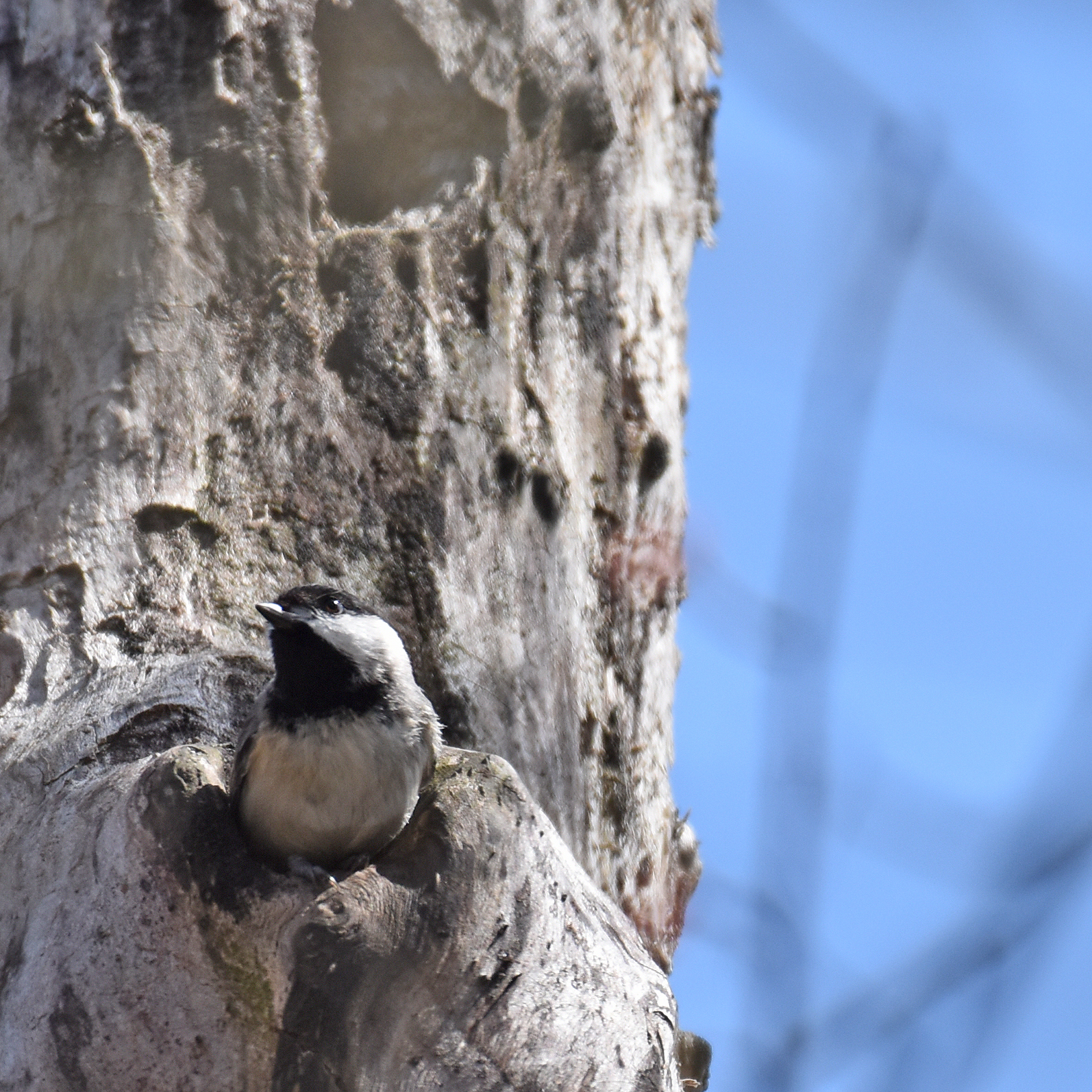
Cavitat del niu d'una mallerenga de Carolina.

Els diferents membres d'una bandada dormen a la mateixa cavitat cada nit. Mentre que les femelles solen dormir a la cavitat del niu, els mascles normalment dormen en una branca propera.

### Cria
Nien en un forat d'un arbre; la parella excava el niu, utilitzant una cavitat natural o, de vegades, un vell niu de picot. Poden creuar-se amb mallerengues capnegra americana on els rangs es superposen, cosa que pot dificultar la identificació. La femella construirà el niu amb molsa i tires d'escorça, llavors i el folrarà amb cabells o fibres vegetals. Les postes solen estar formades per 3-10 ous amb un període d'incubació de 12-16 dies. El període de cria sol ser de 16 a 19 dies.

## Regulació de la temperatura

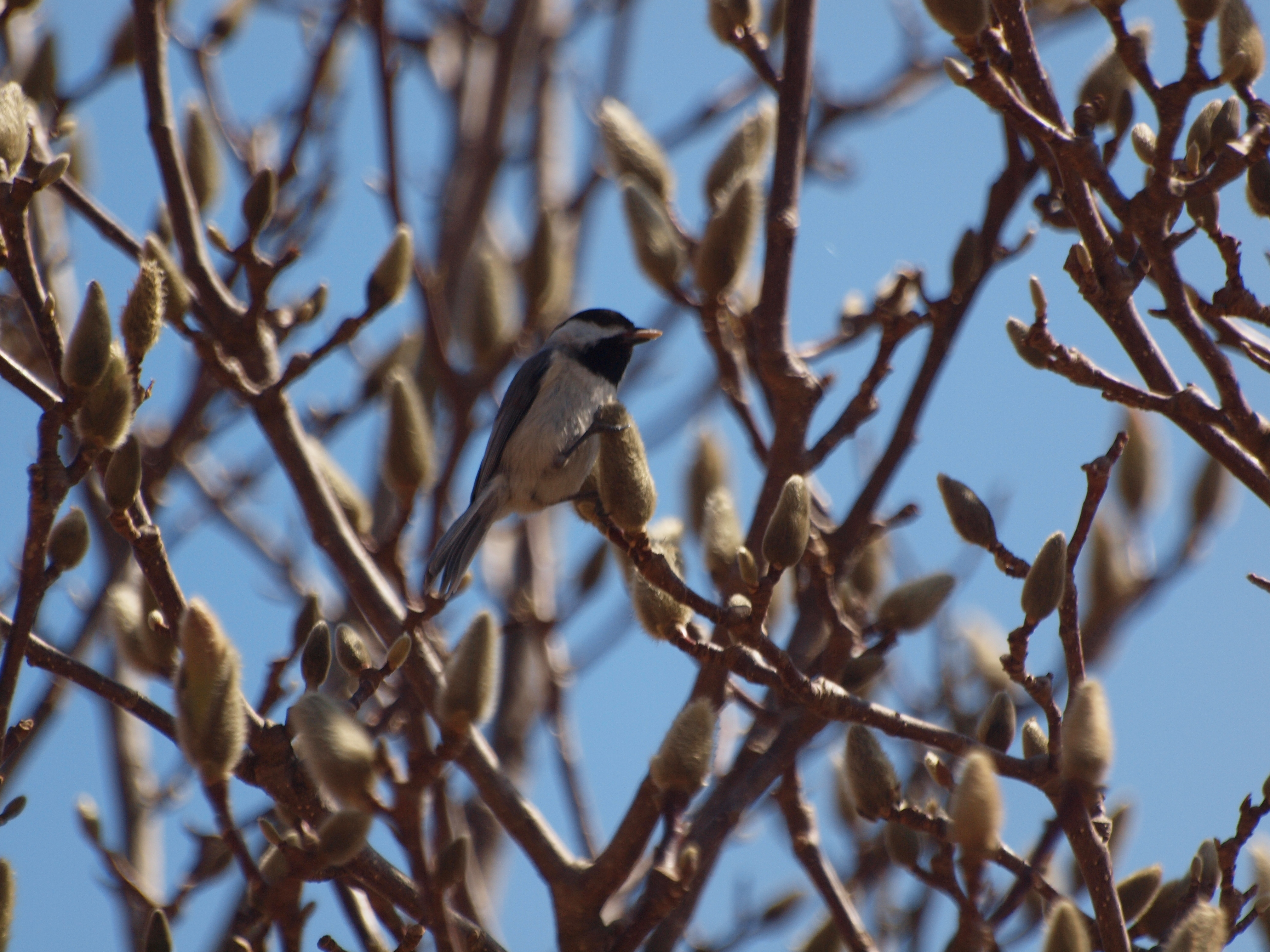
Mallerenga de Carolina en una branca.

La mallerenga de Carolina és capaç de baixar la seva temperatura corporal per induir un estat intencionat d'hipotèrmia anomenat letargia. Ho fan per estalviar energia durant hiverns extremadament freds. En condicions meteorològiques extremadament fredes busquen cavitats on poder-se amagar i passar fins a quinze hores seguides en letargia; durant aquest temps estan desperts però no responen; no s'han d'agafar ni manipular en aquest moment, ja que l'estrès de ser subjectats els pot provocar la mort.